# Kilcunda
Kilcunda is een plaats in de Australische deelstaat Victoria en telt 264 inwoners (2006).